# Tipula jacobsiana
Tipula jacobsiana är en tvåvingeart som beskrevs av Alexander 1929. Tipula jacobsiana ingår i släktet Tipula och familjen storharkrankar. Inga underarter finns listade i Catalogue of Life.